# Eibenstocker BSC 1911
Eibenstocker BSC 1911 is een Duitse voetbalclub uit Eibenstock, Saksen.

## Geschiedenis
De club werd opgericht in 1911 en sloot zich op 14 augustus 1912 aan bij de Midden-Duitse voetbalbond. De club speelde in de competitie van het Ertsgebergte, een van de vele competities van de Midden-Duitse bond. Van 1927 tot 1929 en in 1930/31 speelde de club in de hoogste klasse.
Na de Tweede Wereldoorlog werden alle Duitse voetbalclubs ontbonden. De club werd heropgericht als SG Eibenstock. De club vormde zich om tot een BSG en nam in 1950 de naam BSG Empor Eibenstock aan. In 1953 werd de naam gewijzigd in BSG Wismut Eibenstock en in 1958 in BSG Traktor Eibenstock. De club speelde in deze periode in de Bezirksklasse, de vijfde klasse. In 1962 degradeerde de club en speelde vanaf nu voornamelijk in de Kreisklasse.
Na de Duitse hereniging werd de historische naam weer aangenomen.